# 프라디요역
프라디요역(스페인어: Pradillo)은 마드리드 지하철 12호선의 역이다. 마드리드 지방 모스톨레스 시 중심부의 프라디요 광장에 위치해 있다. 요금구역상으로는 B2구역에 속한다.

## 역사
2003년 4월 11일 12호선 전 구간 개통과 함께 문을 열었다.
2014년 6월 21일부터는 우니베르시다드 레이 후안 카를로스 역부터 오스피탈 데 모스톨레스 역까지의 구간이 시설정비 공사로 잠시 운행을 멈추었다. 승강장 및 이동통로 시설 현대화와 개선공사 등의 작업이 이뤄졌으며 2014년 7월 5일에 마무리되었다.
2015년 6월 20일부터는 우니베르시다드 레이 후안 카를로스 역부터 로랑카 역까지 다시 한번 시설개선 공사로 운행을 일시 중단하였다. 운행 중단기간 동안에는 마드리드 지하철공사 측에서 특별 버스노선을 편성해 운영하였다. 공사는 2015년 9월 6일에 끝났다.

## 환승 정보
역 주변에 시외버스 정류장이 두 곳 있다.
버스
- 모스톨레스 시내버스
  - 2, 3번 노선 (주간)
- 시외버스
  - 519, 520, 521번 노선 (주간)

지하철
| 마드리드 지하철          | 마드리드 지하철        | 마드리드 지하철               |
| ------------------------ | ---------------------- | ----------------------------- |
| 모스톨레스 센트랄 순환선 | 마드리드 지하철 12호선 | 오스피탈 데 모스톨레스 순환선 |